# Hyperkorrektur
Hyperkorrektur (seltener: Hyperkorrektion, auch Hyperurbanismus) ist ein Phänomen in der Soziolinguistik. Hyperkorrektur tritt auf, wenn Sprecher ihren Sprachgebrauch an eine als vorbildlich angesehene Sprachvarietät anpassen und dabei eine über das Vorbild hinausgehende Veränderung vornehmen – was aus Sicht der korrekten Sprachnorm ein Fehler ist. Hyperkorrektur wird typischerweise bei sozial Aufstiegswilligen beobachtet, die sich dem als Norm empfundenen Sprachgebrauch höherer Schichten anzupassen bemühen. Sie ist eine Form der Übergeneralisierung.
Aus Sicht der Sprachpädagogik ist die Hyperkorrektur ein Interferenzphänomen und wird dort von den „höheren“ oder „niederen“ Sprachnormen unabhängig und zwischen beliebigen Sprachen betrachtet.

## Beispiele im Deutschen
- Apfrikose. Erklärung: Sprecher nördlich der Speyerer Linie, der weiß, dass Appel hochdeutsch Apfel heißt.
- Kirche statt Kirsche, Gechichte statt Geschichte (bei Helmut Kohls Zitat des „Mantels der Geschichte“[3]), technich statt technisch. Erklärung: rhein- oder moselfränkischer Sprecher, der weiß, dass es im Standarddeutschen eine Unterscheidung von ch und sch gibt.
- Küschentich statt Küchentisch oder grieschich statt griechisch, korrigiert zweimal in die falsche Richtung, vertauscht also ch und sch und kann im moselfränkischen Sprachgebiet, im Rheinland sowie in obersächsischen Mundarten vorkommen.
- Prüter statt Brüder, vertauscht sog. „harte“ und „weiche“ Konsonanten (b/p, d/t, teilweise auch g/k), was vor allem in Franken und Sachsen auftritt, wenn der Sprecher sich um eine standarddeutsche Aussprache bemüht.
- Drogerei statt Drogerie. Erklärung: falsche Analogiebildung bei niederdeutschen Sprechern, die wissen, dass die niederdeutsche Endung -rie zu hochdeutsch -rei wird, wie in Bäckerie, Konditorie, Slachterie. Ähnlich wird auch die Wiese zur Weise bei einigen alemannischen Sprechern.
- Aussprache und Schreibweise von komisch oder scheußlich mit g am Ende statt mit sch bzw. ch, weil der Sprecher glaubt, sch bzw. ch sei Umgangssprache.
- Pferdinand statt Ferdinand bei norddeutschen Sprechern, die den Verschlusslaut bei Pfirsich oder Pferd auslassen.
- Gesus meine Zuversicht sangen oft die Gläubigen im Rheinland, weil sie wussten, dass viele ihrer als J gesprochenen Konsonanten im Standarddeutschen auf G lauten.

### Hyperkorrekter Genitiv
Vom hyperkorrekten Genitiv kann man sprechen, wenn bei Präpositionen, die den Kasus Dativ bei ihren Ergänzungen verlangen (Rektion), der Genitiv genutzt wird.
Bei folgenden sechs deutschen Präpositionen ist der hyperkorrekte Genitiv zunehmend zu beobachten: entgegen, entsprechend, gegenüber, gemäß, mitsamt und nahe, beispielsweise gemäß des Urteils oder nahe des Bahnhofs. Dieses Phänomen wurde unter anderem von dem Linguisten Jan Georg Schneider in einem Aufsatz beschrieben.
Seit Juni 2022 bezeichnet die Online-Ausgabe des Dudens (duden.de) bei einigen der genannten Präpositionen den Dativ zwar weiterhin als den Standardfall, gibt aber auch den Genitiv mit der Einschränkung „seltener“ an.
Bei der Präposition wider wird oftmals statt des erforderlichen Akkusativs der Genitiv gebraucht.
Im Gegenzug wird die Genitivform Singular Maskulin/Neutrum von „dieser“ und „jener“ oftmals statt standardsprachlich korrekt auf -es fälschlicherweise auf -en gebildet. Statt korrekt „am Ende dieses Monats/Jahres“ findet sich also „am Ende diesen Monats/Jahres“. Die n-Form wird hier fälschlicherweise analog zu „am Ende letzten Monats/Jahres“ gebildet.

## Hyperkorrektur in historischen Texten
In Texten aus vergangenen Jahrhunderten zeigt sich Hyperkorrektur, wenn ein Schreiber (Kanzlist, Chronist, Tagebuchverfasser usw.) bestrebt war, mundartliche Erscheinungen seiner Sprache zu vermeiden und dabei auch Fälle „korrigierte“, wo es gar keine Anpassung an die Schreibsprache gebraucht hätte. Beispiele aus dem historischen Alemannisch sind etwa Schreibungen wie insen statt isen, funst statt fust und sünfzgen statt süfzgen, da hier Schreiber das in ihrer Mundart geltende Staubsche Gesetz auf Fälle übertrugen, wo es der entsprechenden Lautung gar nicht zugrunde lag, oder wo sie ain statt an, Tail statt Tal und sailig statt sälig «seelig» schrieben, weil sie die südostalemannische Monophthongierung selbst in Fällen vermuteten, wo diese gar nicht galt. Solche Hyperkorrekturen ermöglichen der Sprachgeschichtsforschung, das Alter von Lautveränderungen festzustellen, da die Schreiber solche Generalisierungen gar nicht gemacht hätten, wenn ihre Mundart die zugrundeliegenden Lautungen zum jeweiligen Zeitpunkt nicht gekannt hätte.

## Hyperkorrektur beim Fremdsprachenerwerb
Hyperkorrektur kann auch beim Erlernen einer Fremdsprache auftreten. Der Laut [w] (labialisierter stimmhafter velarer Approximant wie in „Wales“ (engl.) oder „oui“ (frz.)) kommt im Deutschen nicht vor und wird häufig von deutschen Englischlernern durch [v] (wie im deutschen Winter) wiedergegeben. Es kommt vor, dass sich Sprecher dessen bewusst sind und – beim Versuch, ihre Aussprache zu korrigieren – auch dort [w] sprechen, wo das Englische [v] verlangt (z. B. in victim, valley, Vancouver). Ein vergleichsweise häufiges weiteres Beispiel ist die Aussprache des Namens der früheren britischen Königin Elisabeth II. (engl. Elizabeth) mit dem th-Laut nicht nur am Schluss, sondern auch in der Mitte anstelle des Zischlautes „z“.